# つぼみ (アンソロジー)
『つぼみ』とは、芳文社発行の百合を題材としたアンソロジーコミック集（書籍扱いコミックス）。キャッチフレーズは「あまくてやさしい百合アンソロジー」

## 概要
2009年2月に年4回（2月・5月・8月・11月）刊行のアンソロジー集として創刊。コミックス扱いとされており、「まんがタイムKRコミックス GL series」として刊行されている。2010年10月発売のVol.8より偶数月刊行に変更。
2012年12月発売のvol.21をもって休刊となった。休刊後も一部の作品は『つぼみWebコミック』で継続されていた。

## 特徴
競合他誌（2009年当時は『コミック百合姫』『コミック百合姫S』などが刊行されていた）と比べると、性的描写は控えめ。同誌で『エビスさんとホテイさん』を連載していたきづきあきら・サトウナンキによると、連載する際編集からは「寸止め」「ほんのり」「友情と恋の間」などというレクチャーを受けたという。
ただし、作家陣には成人向け作品出身者を起用することもあり、連載経験者の中では大朋めがね、玄鉄絢、東山翔、森永みるくなどがいる。

## Webコミック
2011年12月21日より「つぼみWebコミック」が公開。原則毎月第2・第4水曜日に更新。本誌掲載作品の番外編などの漫画やWeb限定のメッセージペーパーなどを公開されていた。またWeb限定で『銭湯ハワイ』（かずといずみ）が連載されていた。
2013年5月22日、Webの更新停止と閉鎖が発表された。

## 単行本
2010年8月より「まんがタイムKRコミックス tsubomi series」として刊行開始。原則2作品を『つぼみ』本誌と同時期に刊行。2012年8月以降は本誌の刊行がない月も発売している。同誌掲載作品が基本だが、2011年4月の袴田めら『最後の制服』（上・下巻同時刊行）は、「まんがタイムKRコミックス」として2005年〜2006年にかけて刊行された作品の新装版である。

## 主な掲載作品

### 連載中（本誌休刊時点）
- 『エデンの東戸塚』（袴田めら）
- 『神さまばかり恋をする』（一花ハナ）
- 『少女サテライト』（はみ）
- 『魚の見る夢』（小川麻衣子）
- 『前略、百合の園より 』（須河篤志）
- 『総合タワーリシチ』（あらた伊里）
- 『ベツキス』（百合原明）
- 『ひみつのレシピ』（森永みるく）

### 休載
- 『prism』（東山翔）[5]

### 連載終了
- 『エビスさんとホテイさん』（きづきあきら+サトウナンキ）
- 『エンドレスルーム』（藤が丘ユミチ）
- 『キャンディ』（鈴木有布子）
- 『Green.』（大朋めがね）
- 『くらいもり、しろいみち』（由多ちゆ）
- 『しまいずむ』（吉富昭仁）
- 『タンデムLOVER』（カサハラテツロー）
- 『トラにツバサ』（モロやん）
- 『花と星』（鈴菌カリオ）
- 『プライベートレッスン』（ナヲコ）
- 『星川銀座四丁目』（玄鉄絢）
- 『むすんでいらいて』（イコール）
- 『レンアイマンガ』（コダマナオコ）
- 『ロンリーウルフ・ロンリーシープ』（水谷フーカ）
- 『じょしけん。』（のん）

### その他主な執筆漫画家
- 磯本つよし
- 宇河弘樹
- 小川ひだり
- かずといずみ
- きぎたつみ
- 縞野やえ
- 関谷あさみ
- 宮内由香
- 吉田美紀子